# MetroLink (St. Louis)
| Light-rail-Verkehrssystem in Greater St. Louis |
| --- |
| Zug des MetroLink in der Union Station in St. Louis |
| Logo |
| MetroLink |
| Betreiber: - Bi-State Development Agency |
| Betriebsbeginn: - 31. Juli 1993 |
| Anzahl der Stationen: - 37 |
| Tägliches Fahrgastaufkommen: - 51.716 (2010) |
| Streckennetz |
| Linien: - Red Line: Lambert International Airport Civic Center (Downtown St. Louis) Shiloh, Illinois - Blue Line: Shrewsbury Civic Center (Downtown St. Louis) Fairview Heights, Illinois |
| |
| Gesamtlänge: - 74 km |
| Technik |
| Spurweite: - 1435 mm (Normalspur) |
| Elektrifizierung: - Oberleitung, 750 V Gleichstrom |
| Anzahl der Fahrzeuge: - 87 |
| Durchschnittsgeschwindigkeit: - 39,8 km/h |
| Höchstgeschwindigkeit: - 105 km/h |

MetroLink ist ein Light-rail-Nahverkehrssystem in der US-amerikanischen Metropolregion Greater St. Louis in Missouri und Illinois.
Das 74 km lange Streckennetz verbindet über 37 Stationen den Lambert International Airport, Shrewsbury und die Scott Airbase bei Shiloh in Illinois mit dem Stadtzentrum von St. Louis. Das wochentägliche Fahrgastaufkommen liegt bei 51.716.
MetroLink ist neben MetroBus und Metro Call-A-Ride Teil von Metro Transit St. Louis und wird betrieben von der Bi-State Development Agency. Diese ist eine gemeinsam von den Bundesstaaten Illinois und Missouri, der Stadt St. Louis und dem St. Louis County in Missouri sowie dem St. Clair County und dem Monroe County in Illinois unterhaltene Organisation.

## Geschichte

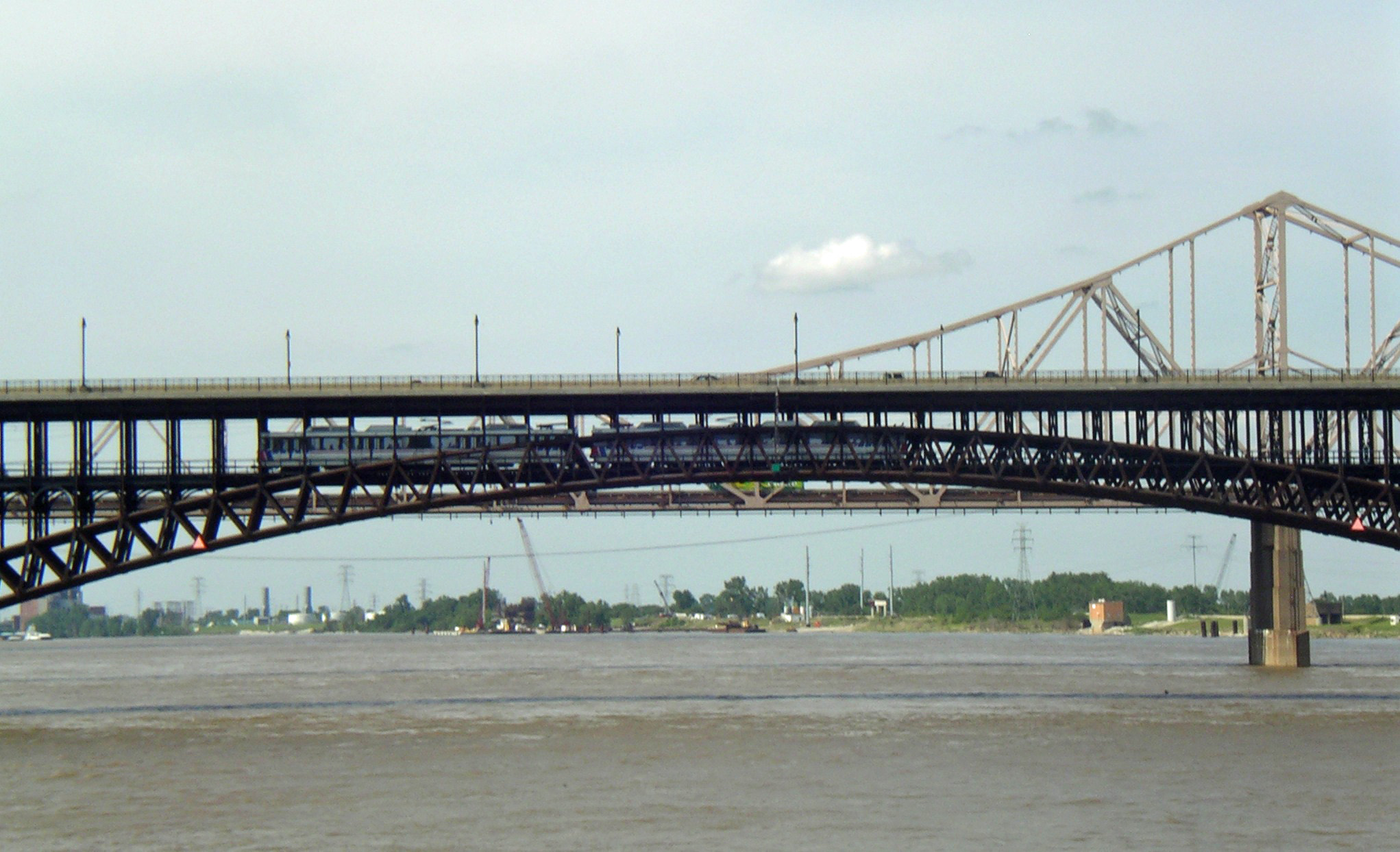
Ein Zug des MetroLink überquert die Eads Bridge von St. Louis, MO nach East St. Louis, IL

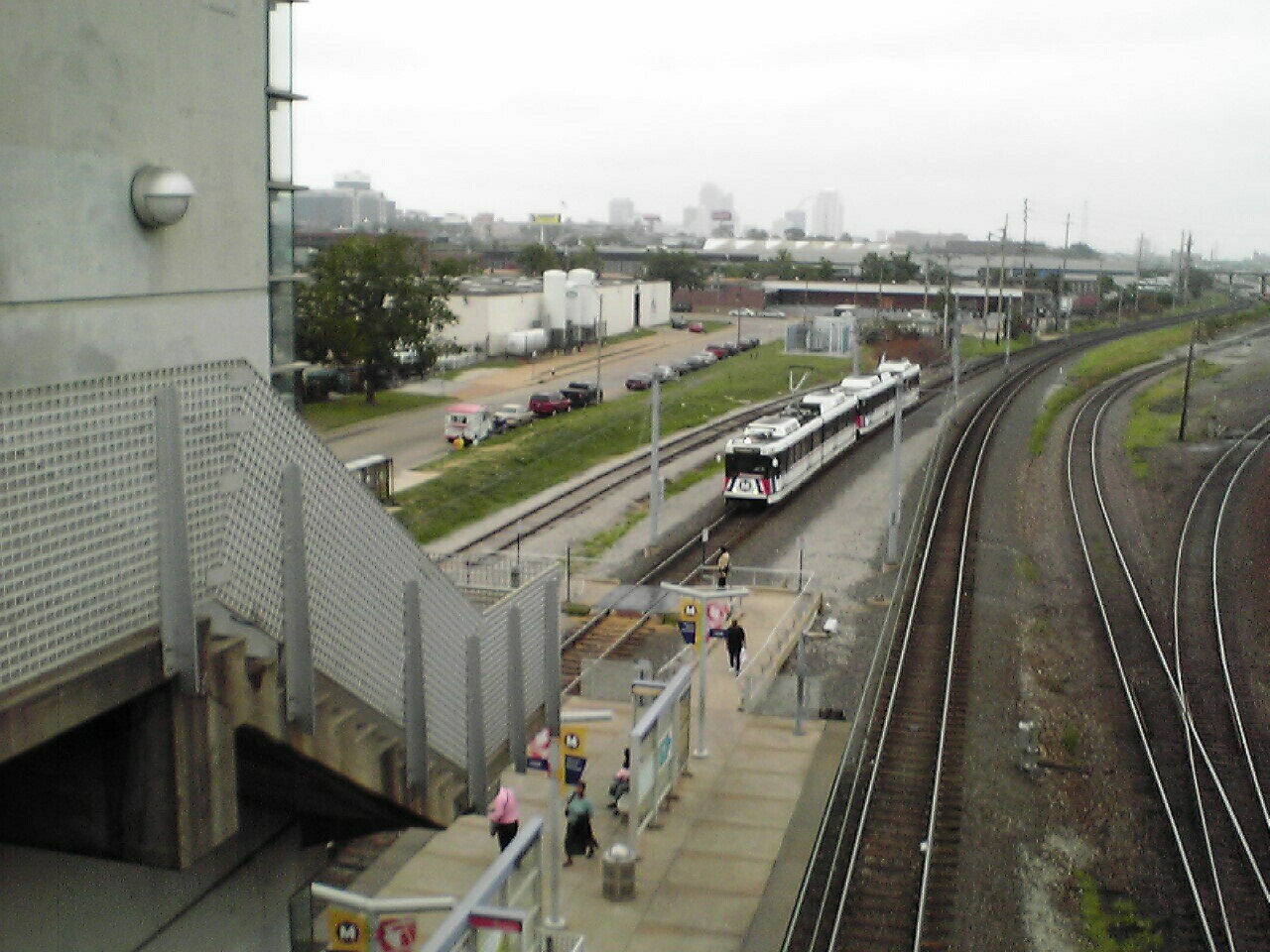
Grand Station in Midtown St. Louis

Im Jahr 1990 wurden die Bauarbeiten für die erste Linie zwischen North Hanley und 5th & Missouri Station in East St. Louis, Illinois begonnen. Am 31. Juli 1993 wurde die Strecke ihrer Bestimmung übergeben. 1994 erfolgte die westliche Erweiterung von North Hanley zum Lambert Airport. Im gleichen Jahr wurde die Station East Riverfront in East St. Louis eingeweiht. Vier Jahre später kam mit der Station Lambert Airport East ein weiterer Haltepunkt hinzu. Ein Großteil der Kosten wurden aus Bundesmitteln von der Federal Transit Administration (FTA) bestritten.
MetroLink übertraf die Erwartungen über die Zahl der Nutzer, trotzdem wuchs die Bahn sehr langsam. Der Bau von geplanten Erweiterungen verzögerte sich durch zu knappe Mittel der FTA. So wurde ein immer größerer Teil der Kosten aus lokalen und regionalen Quellen beigesteuert. Aktuell wird der größte Teil der Betriebskosten aus Mitteln der Region finanziert.
1998 wurde mit dem Bau der Verlängerung nach Belleville im St. Clair County in Illinois begonnen und konnte 2001 vollendet werden. Mit diesem Abschnitt kamen acht neue Stationen und sieben Park-and-Ride Plätze hinzu.
Im Mai 2003 wurde die Strecke um den 5,6 km langen Abschnitt von Bellville zur Scott Airbase bei Shiloh erweitert. Die Kosten wurden zum größten Teil vom FIRST (Fund for Infrastructure, Roads, Schools, and Transit) des Staates Illinois übernommen. Ein kleinerer Teil wurde vom St. Clair County Transit District getragen.
Am 26. August 2006 wurde mit der Strecke über Brentwood nach Shrewsbury eine zweite Linie eingeweiht. Der kostenfreie Park-and-Ride-Platz in Brentwood mit einer Kapazität von 1000 Autos wurde am 12. Juni 2007 fertiggestellt.
Am 27. Oktober 2008 wurde die heute noch gültige Bezeichnung der Linien eingeführt. Die Linie zum Flughafen wurde die Red Line, die heute von Shrewsbury, MO nach Fairview Heights, IL verkehrenden Züge zur Blue Line und entsprechend der Farbgebung beschildert.

### Chronologie
| Datum      | Ereignis                                                          | Stationen | Streckenlänge |
| ---------- | ----------------------------------------------------------------- | --------- | ------------- |
| 31.07.1993 | Eröffnung der Linie zwischen North Hanley und 5th & Missouri      | 16        | 22,4 km       |
| 14.05.1994 | Eröffnung der Station East Riverfront an bestehender Strecke      | 1         | -             |
| 25.06.1994 | Eröffnung der Erweiterung zum Lambert International Airport       | 1         | 5,1 km        |
| 23.12.1998 | Eröffnung der Station Lambert Airport East an bestehender Strecke | 1         | -             |
| 05.05.2001 | Erweiterung zur Station College in Belleville, IL                 | 8         | 28,0 km       |
| 23.06.2003 | Erweiterung zur Scott Airbase in Shiloh, IL                       | 1         | 5,6 km        |
| 26.08.2006 | Eröffnung der Linie nach Shrewsbury, MO                           | 9         | 12,1 km       |
| Gesamt     | Gesamt                                                            | 37        | 74,0 km       |